# Gymnopilus noviholocirrhus
Gymnopilus noviholocirrhus là một loài nấm thuộc họ Cortinariaceae.